# Georgetown, Quitman County, Georgia
Georgetown är administrativ huvudort i Quitman County i Georgia. Orten har fått sitt namn efter stadsdelen Georgetown i Washington, D.C.